# Moretele Local Municipality
Moretele (englisch Moretele Local Municipality) ist eine Lokalgemeinde im Distrikt Bojanala Platinum in der südafrikanischen Provinz Nordwest. Der Sitz der Verwaltung befindet sich in Makapanstad. Bürgermeister ist Andries Makinta Monaheng.
Die Gemeinde ist nach dem gleichnamigen Fluss benannt, der durch das Gemeindegebiet fließt.

## Städte und Orte
- Makapanstad
- Mathibestad
- Moretele

## Bevölkerung
Im Jahr 2011 hatte die Gemeinde 186.947 Einwohner in 52.063 Haushalten auf einer Gesamtfläche von 1378,74 km². Davon waren 99,4 % schwarz. Erstsprache war zu 51,6 % Setswana, zu 13, 8 % Sepedi, zu 18,4 % Xitsonga, zu jeweils 3,5 % isiNdebele und isiZulu, zu 2,9 % Sesotho, zu 1,4 % Englisch, zu 1,3 % Tshivenda und zu jeweils 0,7 % isiXhosa und Siswati.